# Красноярский государственный аграрный университет
Красноя́рский госуда́рственный агра́рный университе́т (Красноярский ГАУ, КрасГАУ) —  высшее учебное заведение в Красноярске. Проводит подготовку кадров для агропромышленного сектора Красноярского края, Хакасии, Тувы и Якутии.

## История
Открытие Красноярского сельскохозяйственного института предписывалось постановлением Совмина СССР от 29 апреля 1952 года.
Основан в 1953 году как Красноярский сельскохозяйственный институт.
В 1994 году институт был реорганизован в Красноярский государственный аграрный университет.
В 2022 году ФГБОУ ВО Красноярский ГАУ отпраздновал свой 70-летний юбилей.

## Научная деятельность
Университет занимается разработкой общей теории и технологии экологического земледелия в Восточной Сибири. Проводится агроэкологический мониторинг и мониторинг земель. Изучаются способы воспроизводства плодородия у находящихся в длительной мерзлоте почв Восточной Сибири. Проводятся исследования по селекции и биотехнологии толерантных сортов зерновых и прочих культур. Рассматриваются вопросы, связанные с инженерной эмбриологией. Разрабатываются способы рациональной организации производства и управления сельским хозяйством. Проводится разработка научных основ и интенсификации земледелия в Красноярском крае. Осуществляется совершенствование животных пород. Изучаются проблемы профилактики и мер по борьбе с возбудителями болезней у сельскохозяйственных животных. Исследуются приёмы рационального использования кормов в животноводстве. Также проводится разработка методов, обеспечивающих повышение надёжности и высокой производительности применения машин и тракторов в сельскохозяйственном производстве.
В ФГБОУ ВО Красноярский ГАУ действовали 4 диссертационных совета, один из них был объединённым с ФГБОУ ВО Новосибирский ГАУ и ФГБОУ ВО Алтайский ГАУ.

## Директора и ректоры
- Черемисинов, Георгий Андрианович (май 1953 — март 1957)[6];
- Ипатов, Петр Петрович (март 1957 — март 1972)[6];
- Кондратьев, Роальд Борисович (март 1972 — 1978)[6];
- Золотухин, Виктор Александрович (декабрь 1978 — май 1995)[6];
- Цугленок, Николай Васильевич (май 1995 — октябрь 2014)[6];
- Пыжикова, Наталья Ивановна (и.о. с октября 2014, с 6 февраля 2015 по настоящее время)[7].

## Структура
В КрасГАУ входят 8 институтов:
- Институт агроэкологических технологий (ИАЭТ)
- Институт прикладной биотехнологии и ветеринарной медицины (ИПБиВМ)
- Институт пищевых производств (ИПП)
- Институт инженерных систем и энергетики (ИИСиЭ)
- Институт землеустройства, кадастров и природообустройства (ИЗКиП)
- Институт экономики и управления АПК (ИЭиУ АПК)
- Юридический институт (ЮИ)
- Центр подготовки специалистов среднего звена (ЦПССЗ).

## Выпускники
- Абрамченко, Виктория Валериевна
- Агафонов, Эдуард Васильевич
- Бааль, Вольдемар Иванович
- Батня, Владимир Петрович
- Боргояков, Михаил Игнатьевич
- Ведров, Николай Григорьевич
- Вершинин, Анатолий Сергеевич
- Екимов, Артём Александрович
- Казьмин, Геннадий Петрович
- Мотовилов, Константин Яковлевич
- Сергиенко, Валерий Иванович
- Сурин, Николай Александрович
- Ховалыг, Маадыр-оол Бартыштанович
- Цугленок, Николай Васильевич

## Вестник Красноярского государственного аграрного университета
Научный журнал Красноярского государственного аграрного университета. Основан в 1996 году. Выходит один раз в месяц. Журнал входит в список журналов ВАК, Российский индекс научного цитирования и AGRIS.
Тематические рубрики:
- Биологические науки
  - Общая биология (почвоведение, экология)
- Технические науки
  - Процессы и машины агроинженерных систем
  - Технология продовольственных продуктов
- Сельскохозяйственные науки
  - Агрономия
  - Ветеринария и зоотехния

Редакционный совет: В. В. Матюшев (главный научный редактор); А. С. Донченко (заместитель главного научного редактора); Н. В. Донкова (заместитель главного научного редактора); Н. А. Сурин; В. Л. Болл; Г. Т. Мейрман; Б. Ламжав.
Редакционная коллегия: С. С. Бакшеева; М. П. Баранова; Г. С. Вараксин; Н. А. Величко; Г. А. Демиденко; Н. Л. Кураченко; Т. Ф. Лефлер; В. Н. Невзоров; В. И. Полонский; Н. И. Селиванов; К. А. Филиппов; А. Н. Халипский; Н. И. Чепелев; Е. В. Четвертакова; В. В. Чупрова.

### Критика
Под данным проекта «Диссеропедия российских журналов» вольного сетевого сообщества «Диссернет» в журнале имеют место «признаки некорректной редакционной политики»: 1) в состав редакции входят лица (Н. А. Величко, В. И. Матюшев, Н. И. Селиванов), имеющие публикации с некорректными заимствованиями; 2) в № 12 за 2014 год, № 1 и № 5 за 2015 содержатся дублирующие публикации; 3) в № 11 за 2015 год и № 5 за 2016 год размещены публикации содержащие некорректные заимствования; 4) в журнале публиковал статьи В. А. Ефимов, в докторской диссертации которого были обнаружены некорректные заимствования.

## Вести Красноярского ГАУ[11]
Корпоративное новостное издание Красноярского ГАУ. Свидетельство о регистрации СМИ: ПИ №ТУ24-00920 от 10.07.2015 г. Выходит раз в 1-3 месяца.
Постоянные разделы журнала:
- Обращение ректора к читателям
- Вакансии для работы и стажировки
- Красноярский ГАУ в СМИ
- Раздел о рекордах в АПК Красноярского края

Непостоянные разделы журнала:
- Раздел о спортивных достижениях студентов
- Раздел о научных достижениях студентов
- Раздел о творческих достижениях студентов

Редакция: пресс-центр Красноярского ГАУ
Ребрендинг
В октябре 2023 года в связи с ребрендингом символики университета произошёл ребрендинг и журнала. Первый выпуск в новом стиле вышел 12 октября 2023.